# UI銀行
株式会社UI銀行（ユーアイぎんこう）は、きらぼし銀行の持株会社である東京きらぼしフィナンシャルグループが設立した新たな形態の銀行・インターネット専業銀行であり、スマートフォン向けサービスに特化した銀行である。2022年1月17日にサービスを開始した。

## 開業までの経緯
2020年10月に東京きらぼしフィナンシャルグループのDX戦略の一環として設立が発表された。「スマホの操作はできるがネット銀行を使いこなすほどではなく、金融相談ニーズがあるが日中は金融機関窓口に相談にいけない」個人顧客をターゲットとし、オンラインチャット等を活用して顧客の悩みに応えることでデジタルバンクの魅力を訴求できるとしている。開業から当初は預金業務に特化し、集めた預金をきらぼし銀行に貸し出す。また、きらぼし銀行と連携して対面・非対面を高度に融合させた“金融にも強い総合サービス業”の更なる進化を目指すとしている。これらの取り組みにより口座開設40万件を目指す。
設立時の商号は「株式会社きらぼしデジタルバンク設立準備会社」で、準備会社社長にはきらぼし銀行取締役執行役員の田中俊和が就いた。設立時資本金は4億5000万円。
デジタルバンキングではクラウドバンキングシステムを採用する。韓国・新韓銀行傘下のSBJ銀行の子会社であるSBJ DNXが開発・運用するシステムを採用するとし、同時に東京きらぼしFGとしてSBJ DNX社との間でDX戦略策定・推進に向けたコンサルティング契約の締結をしたことも発表した。
2021年4月に開業後の商号を「UI銀行」に決定したことを発表。（#行名の由来参照）
同年6月、東京きらぼしFGの味岡桂三取締役会長が退任し、きらぼしデジタルバンク設立準備会社代表取締役会長に就任。
同年12月3日に金融庁に申請していた銀行法第4条第1項の規定に基づく銀行業免許の予備審査が終了したことを発表、またこれを受けて同日付で株式会社きらぼしデジタルバンク設立準備会社を株式会社UI銀行に商号変更したことを発表した。
同年12月17日に銀行法第4条第1項に基づく銀行業免許を取得。同日、日本銀行は同年12月24日より当座預金取引を開始すると発表した。
2022年1月4日に銀行システムの稼働を開始し、1月17日にスマートフォン専用アプリを公開し預金者向けサービスを開始した。同日開かれたオープニングセレモニーでは3年後に27～30万口座、預金残高約4500億円を目指すと発表した。

## 沿革
- 2020年10月30日 - 株式会社きらぼしデジタルバンク設立準備会社として設立。
- 2021年12月3日 - 商号を株式会社UI銀行に変更。
- 2021年12月17日 - 銀行法第4条第1項に基づく銀行業免許を取得。
- 2022年1月17日 - 開業。同時に、きらぼし銀行及びセブン銀行とのATM接続を開始。
- 2022年10月17日 - 「スマホATM」サービス開始[16][17]。以降は、キャッシュカードの発行はオプション[18]とされた。
- 2024年4月 - スマートフォン向けアプリを全面リニューアル[19]。
- 2024年11月25日 - ローソン銀行及びイーネットとのATM接続を開始。
- 2024年12月2日 - ゆうちょ銀行とのATM接続を開始。

## 行名の由来
「UI銀行」の商号に込めた思いは、「UI銀行の『UI』は、『あなた（U=You）と私（I）＝わたしたち』」であり、「人と人とのつながりを大切にし、思いをつないでいきたい、との意味」としている。
プレス資料ではさらに、「UI銀行は、アーバン・インスパイア（Urban・Inspire）」として、「日々の生活に新しい息吹を吹き込み、みなさまにワクワクをお届け」という文言も加えられていた。

## 支店
| 支店番号 | 支店名       | 備考   |
| -------- | ------------ | ------ |
| 101      | マーキュリー | [ 21 ] |
| 102      | ビーナス     |        |